# Społeczeństwo przeciw Przemocy
Społeczeństwo Przeciwko Przemocy (sł. Verejnosť proti násiliu, VPN) było ruchem politycznym założonym w Bratysławie 20 listopada 1989 roku. Było słowackim odpowiednikiem czeskiego Forum Obywatelskiego (VPN powstało 2 godziny wcześniej niż Forum).
VPN odegrało ważną rolę podczas aksamitnej rewolucji.
Na nadzwyczajnym kongresie partii, zwołanym na 27 kwietnia 1991 roku, od VPN odłączyła się nowa partia – Ruch dla Demokratycznej Słowacji. Zwyciężyła ona w wyborach w 1992 roku. VPN szybko utraciło popularność, a większość jego członków powołało do życia Obywatelską Unię Demokratyczną (Občianska demokratická únia, ODÚ), która jednakże zakończyła swą działalność w listopadzie 1992 roku.